# عروسی خون
عروسی خون (به اسپانیایی: Bodas de Sangre) نمایشنامه‌ای تراژیک اثر فدریکو گارسیا لورکا، نویسندهٔ اسپانیایی است. این نمایشنامه یکی از آثار ادبی برجستهٔ جهان است.. این اثر در سال ۱۹۳۲ نوشته شد و در ۱۹۳۳ در مادرید و بوینس آیرس به نمایش درآمد. منتقدان این اثر را به همراه یرما و خانه برناردا آلبا به عنوان "سه‌گانه‌ای روستایی" طبقه بندی می کنند. برنامهٔ لورکا برای "سه‌گانهٔ زمین اسپانیایی" با مرگ او ناتمام ماند.